# Михалёво (Зарайский район)
Михалёво — деревня в Зарайском районе Московской области, в составе муниципального образования сельское поселение Струпненское (до 29 ноября 2006 года входила в состав Алферьевского сельского округа).

## Население
| 2002 | 2006 | 2010 |
| ---- | ---- | ---- |
| 23   | ↘17  | ↘13  |

## География
Михалёво расположено в 12 км на юго-запад от Зарайска, на малой реке Грустынке, у её впадения слева в реку Осётр, высота центра деревни над уровнем моря — 144 м.

## История
Михалёво впервые в исторических документах упоминается в платёжных книгах 1594 года, как сельцо Плоского Брода, Михалево тож. В 1790 году в деревне числилось 11 дворов и 78 жителей, в 1858 году — 72 двора и 344 жителя, в 1884 году — 414 житель, в 1906 году — 72 двора и 391 житель. В 1930 году был образован колхоз «Красный луч», с 1950 года — в составе колхоза им. Мерецкова, с 1968 года — в составе совхоза им. маршала К. А. Мерецкова.